# Квинкверема
Квинкверема (quinqueremis [navis]; quinque = пет, remus = гребло; на гръцки:Pentere) е древен кораб с група от по пет гребла. Наричат го на гръцки Пентера (гръцки: πεντήρης). Имали водоизместване 200 тона, дължина 45 метра, 6 метра широчина и екипаж до 300 души, били добре защитени с високи бордове и въоръжени с катапулти.
Такива кораби са направени за пръв път вероятно през 4 век пр.н.е. от картагенците или от сиракузкия тиранин Дионисий I Стари.
Римляните строят също такива кораби по картагенски образец по времето на Първата пуническа война.